# 비버리 힐스 캅
《비버리 힐스 캅》(영어: Beverly Hills Cop)은 미국에서 제작된 마틴 브레스트 감독의 1984년 버디 경찰 액션 코미디 영화이다. 에디 머피 등이 출연하였고, 돈 심프슨 등이 제작에 참여하였다.
1987년 속편 《비버리 힐스 캅 2》가 개봉하였다.
2024년 미국 의회도서관에 의해 문화적으로, 역사적으로, 미적으로 중요함을 인정받아 미국 국립영화등기부에 선정, 보존되었다.

## 줄거리
디트로이트 경찰서 강력반 형사 액설 폴리는 무단 잠입 수사 중 동료 경찰들의 개입으로 도시 전체에 큰 혼란을 일으키는 추격전을 벌인다. 상사 더글러스 토드 경위는 액설의 무모한 행동을 질책하며 경고한다.
액설은 어린 시절 친구인 마이키 탠디노와 재회한다. 마이키는 과거 차량 절도 전과가 있으며 현재는 베벌리힐스에서 경비원으로 일하고 있다. 마이키는 액설에게 서독 무기명채권 몇 장을 보여주지만 액설은 출처를 묻지 않는다. 함께 술을 마신 후 액설의 아파트로 돌아온 두 사람은 두 괴한 잭과 케이시의 습격을 받는다. 이들은 채권에 대해 추궁하다가 마이키를 살해한다.
액설은 마이키 살인 사건을 맡고 싶어 하지만 토드는 둘의 친분 때문에 허락하지 않는다. 결국 액설은 휴가를 내고 직접 사건을 해결하기 위해 베벌리힐스로 향한다. 그는 마이키와 연관된 갤러리 주인 빅터 메이틀런드를 찾아가지만 쫓겨난 뒤 불법 침입으로 체포된다. 베벌리힐스 경찰서 앤드루 보거밀 경위는 액설을 감시하기 위해 존 태거트 경사와 빌리 로즈우드 형사를 붙인다. 액설은 그들을 골탕을 먹이지만 함께 스트립쇼 바 강도 사건을 해결하면서 서로를 존중하게 된다.
액설은 메이틀런드의 창고에서 커피 원두 분말이 가득한 상자들을 발견하고 마약 운반에 사용되었음을 직감한다. 또한 메이틀런드의 많은 상자가 세관을 거치지 않았다는 사실도 알아낸다. 컨트리 클럽에서 소동을 벌여 다시 한번 체포된 액설은 보거밀에게 메이틀런드가 밀수범이라고 알리려 하지만, 서장 허버드는 액설을 관할 지역에서 내쫓으려 한다. 액설은 빌리를 설득하여 제니까지 데리고 창고로 향하고, 빌리가 차 안에서 대기하는 사이 액설과 제니는 창고 안에서 코카인이 든 상자들을 발견한다. 그러나 메이틀런드가 잭, 케이시와 나타나 제니를 납치하고 액설을 죽이려 한다. 잭은 마이키를 죽인 장본인이 본임임을 밝힌다. 간발의 차로 빌리가 나타나 액설을 구출하고 케이시를 사살한다.
태거트는 액설과 빌리의 뒤를 쫓아 메이틀런드의 저택으로 가서 제니를 구하고 메이틀런드를 체포하려 한다. 세 사람은 협력하여 잭을 비롯한 메이틀런드의 부하 넷을 죽인다. 이어 액설이 메이틀런드를 죽이고 제니를 구출한다.
보거밀은 사건을 은폐하여 경찰서의 명예를 지키고, 액설은 자신이 저지른 행동 때문에 해고될 것을 걱정하며 보거밀에게 토드한테도 일을 잘 포장해달라고 부탁한다. 엑설이 만약 경찰직에서 잘린다면 베벌리힐스에서 사립 탐정 일을 시작하겠다고 말하자 당황한 보거밀은 일을 잘 덮어주겠다고 약속한다.
후에 태거트와 빌리는 호텔에서 나오는 액설을 만나 숙박비를 대신 내주고, 셋은 헤어지기 전 함께 술을 마시러 떠난다.

## 출연
- 에디 머피 - 액설 폴리 형사 역
- 저지 라인홀드 - 윌리엄 "빌리" 로즈우드 역
- 존 애슈턴 - 존 태거트 경사 역
- 리사 아일배커 - 지넷 "제니" 서머스 역
- 스티븐 버코프 - 빅터 메이틀런드 역
- 로니 콕스 - 앤드루 보거밀 경위 역
- 제임스 루소 - 마이클 "마이키" 탠디노 역
- 스티븐 엘리엇 - 허버드 서장 역
- 폴 라이저 - 제프리 프리드먼 형사 역
- 브론슨 핀초 - 서지 역
- 조너선 뱅크스 - 잭 역
- 마이클 챔피언 - 케이시 역
- 길버트 R. 힐 - 더글러스 토드 경위 역
- 데이먼 웨이언스 - 액설에게 공짜로 바나나를 주는 뷔페 직원 역
- 마틴 브레스트 - 베벌리 팜스 호텔 계산대 직원 역

## 기타 제작진
- 미술: 앤절로 P. 그레이엄
- 의상: 톰 브론슨

## 후편
이 영화는 모두 에디 머피가 주연으로 출연한 3편의 후속작 《비버리 힐스 캅 2》(1987), 《비버리 힐스 캅 3》(1994), 《비버리 힐스 캅: 액셀 F》(2024)를 탄생시키며 영화 시리즈를 만들어냈다.

## 우리말 녹음
| MBC 첫 더빙 성우진 (1992년 1월 1일) - 이인성 - 엑설 폴리(에디 머피) - 김병관 - 보거밀 경위(로니 콕스) - 김성희 - 제니(리사 아일배커) - 김태훈 - 태거트 경사(존 애슈턴) - 이윤연 - 빌리 로즈우드 형사(저지 라인홀드) - 김용식 - 빅터(스티븐 버코프) - 김관철 - 마이클(제임스 루소) - 이영달 - 허버드(스티븐 엘리엇) - 이도련 - 토드 경위(길버트 R. 힐) - 김명수 - 이성 - 이종오 - 곽대홍 - 이종혁 - 김혜경 - 이승환 - 김동현 | MBC 재더빙 성우진 (1999년 11월 13일) - 이인성 - 엑설 폴리(에디 머피) - 안지환 - 빌리(저지 라인홀드) - 박조호 - 태거트(존 애슈턴) - 황일청 - 한규희 - 김용식 - 김태훈 - 이종혁 - 안장혁 - 변종필 - 김영선 - 김호성 - 엄태국 - 윤성혜 - 이철용 - 김아영 - 김용준 - 송준석 - 이상범 |  |